# عادل گوماری
عادل گوماری (انگلیسی: Adel Guemari؛ زادهٔ ۱۶ فوریهٔ ۱۹۸۴) بازیکن فوتبال اهل الجزایر است.
از باشگاه‌هایی که در آن بازی کرده‌است می‌توان به باشگاه فوتبال هولشتاین کیل، باشگاه فوتبال باستیا، و باشگاه فوتبال وولفسبورگ اشاره کرد.